# Nicolai Gedda

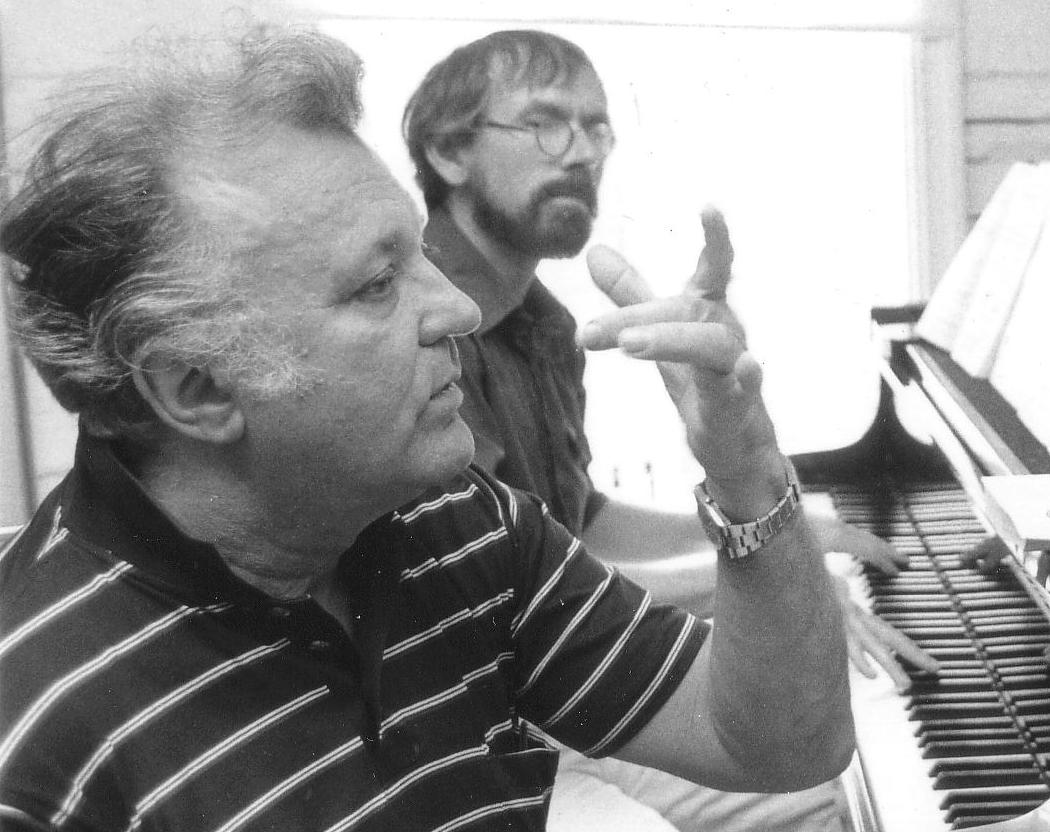
Nicolai Gedda 1987

Nicolai Gedda (Aussprache [nikɔˌlaʝː ˈʝɛdːa]; * 11. Juli 1925 als Harry Gustaf Nikolai Lindberg in Stockholm; † 8. Januar 2017 in Tolochenaz, Schweiz) war ein schwedischer Opernsänger (Lyrischer Tenor).

## Leben
Nicolai Gedda wurde als Harry Gustaf Nikolai Lindberg geboren. Er wurde von seiner schwedischen Tante Olga Gädda und seinem russischen Adoptivvater Michail Ustinov, einem entfernten Verwandten von Peter Ustinov, aufgezogen. Seine Familie lebte von 1928 bis 1936 in Leipzig, wo Ustinov Kantor an einer russisch-orthodoxen Kirche war. Dort begann Gedda seine musikalische Ausbildung. 1936 kehrte die Familie nach Stockholm zurück, wo Gedda am Konservatorium studierte und 1952 als Chapelou in Adolphe Adams Le postillon de Lonjumeau debütierte und lange zum Ensemble der Königlich Schwedischen Nationaloper gehörte. Gedda wurde bald zu einem der gefragtesten Mozart- und Oratorieninterpreten des 20. Jahrhunderts und gab zu Beginn des 21. Jahrhunderts noch große Rezitals u. a. an der Hamburgischen sowie an der Wiener Staatsoper. Als Liedinterpret trat Gedda gemeinsam mit dem Pianisten Sebastian Peschko auf.
Er beherrschte akzentfrei sowohl Schwedisch, Russisch und Deutsch als auch Italienisch, Französisch und Englisch. Sein Repertoire war dementsprechend umfangreich (etwa 50 verschiedene Opernpartien).
Dank seiner hellen, sehr flexiblen Stimme, die bis ins reife Alter einen jugendlichen Schmelz behielt, galt Gedda als die Idealbesetzung für Rollen wie Tamino in der Zauberflöte oder Belmonte in Die Entführung aus dem Serail, Herzog von Mantua in Rigoletto oder Dmitri in Boris Godunow. Erfolgreich war Gedda auch im französischen Fach. Er tat sich ebenfalls als Oratorien-, Messen- oder Kantateninterpret hervor, unter anderem in der Matthäuspassion oder in Edward Elgars The Dream of Gerontius. Als Wagner-Interpret erhielt er mit seiner Interpretation des Lohengrin an der Königlich Schwedischen Nationaloper in Stockholm große Anerkennung. Daraufhin wurde Nicolai Gedda als Lohengrin bei den Bayreuther Festspielen angekündigt; aus Sorge vor einer Überbeanspruchung seiner Stimme sagte er aber die Auftritte kurzfristig ab.
Gastspiele führten ihn 1952 an die Pariser Oper, 1953 an die Mailander Scala, zum Royal Opera House Covent Garden sowie 1957 an die New Yorker Metropolitan Opera, wo er an der Uraufführung von Samuel Barbers Oper Vanessa beteiligt war. 1962 debütierte er als Tamino an der Wiener Staatsoper unter Herbert von Karajan. 1980 sang er in Tschaikowskis Eugen Onegin am Moskauer Bolschoi-Theater.
Nicolai Gedda war auch als Gesangspädagoge tätig und schrieb Aufsätze zur Gesangskunst sowie eine Autobiographie.
Auf seinen Wunsch wurde der Tod in seinem Haus bei Lausanne durch einen Herzstillstand erst einen Monat später der Öffentlichkeit mitgeteilt.

## Diskografie
Neben Plácido Domingo ist Gedda der Tenor, der am häufigsten zu Operngesamteinspielungen eingeladen wurde. Sein diskographischer Nachlass reicht von der Vorklassik (Christoph Willibald Gluck) bis zur Musik des 20. Jahrhunderts (Rolf Liebermann).
Entdeckt wurde er von den Plattenfirmen zunächst für das russische Repertoire: 1952 sang er neben Boris Christoff in der Titelrolle die Partie des Dmitri in Modest Mussorgskis Boris Godunow. Zwei Jahre später übernahm er, wiederum neben Boris Christoff, in einer Gesamtaufnahme von Michail Glinkas Ein Leben für den Zaren die Rolle des Sobinin, dessen Arie wegen ihrer Spitzentöne zu den schwierigsten des Tenorrepertoires gehört.
Ebenfalls im Jahr 1954 spielte er an der Mailänder Scala an der Seite von Maria Callas erstmals Gioachino Rossinis Der Türke in Italien ein. 1955 wählte Herbert von Karajan ihn als Partner wiederum von Callas für seine Aufnahme von Giacomo Puccinis Madama Butterfly aus. Es folgten weitere Studioeinspielungen italienischer Opern von Vincenzo Bellini, Gaetano Donizetti und Giuseppe Verdi. Auch war er bald eine gefragte Besetzung für Mozart-Opern.
Besonders widmete sich Gedda auch dem französischen Repertoire, es liegen Aufnahmen der bekanntesten Opern von Georges Bizet, Charles Gounod, Adolphe Adam und Jules Massenet mit ihm vor. Nicht geringen Anteil hatte er dank seiner Plattenaufnahmen an der Wiederentdeckung von deutschen Opern aus der ersten Hälfte des 19. Jahrhunderts, die lange von den Spielplänen verschwunden waren. Dazu trugen seine Gesamtaufnahmen bei, u. a. Euryanthe von Carl Maria von Weber, Abu Hassan und Die Zwillingsbrüder von Franz Schubert, Undine von Albert Lortzing.
Obwohl sein Rezital mit russischen Opernarien starke Beachtung der Kritik gefunden hatte, wurde er erst zu Gesamtaufnahmen von Tschaikowski-Opern (Eugen Onegin, Jolanta) eingeladen, als seine Stimme bereits ihren Zenit überschritten hatte.
Auch hat Gedda zahlreiche Oratorien eingespielt und sich besonders dem deutschen, französischen und russischen Kunstlied gewidmet. Ebenso hat er einige der bekanntesten Operetten aufgenommen.

### Details zu den genannten Tondokumenten (Auswahl)
- Adolphe Adam:

Der Postillon von Lonjumeau Querschnitt in deutscher Sprache. Mitwirkende: Nicolai Gedda, Ruth-Margret Pütz, Franz Crass, Franz Klarwein, Chor der Bayerischen Staatsoper München, Bayerisches Staatsorchester, Fritz Lehan (Dirigent). (EMI 1965)
Franz Lehar:
Paganini
Operette in drei Akten
Fürstin Anna Elisa – Anneliese Rothenberger
Nicole Paganini – Nicolai Gedda
Bella Giretti – Olivera Miljakovic
Manches Giacomo Pimpinelli – Heinz Zednik
Solo Violine – Ulf Hoelscher
Chor der Bayerischen Staatsoper München
Bayerisches Symphonieorchester
Willi Boskovsky
Aufnahme IV-V 1977
(Warner Music Group)

## Ehrungen, Auszeichnungen, Preise
- 1965: Königlich Schwedischer Hofsänger (hovsångare)
- 1966: 725. Mitglied der Königlich Schwedischen Musikakademie
- 1968: Medaille Litteris et Artibus
- 1970: Mozartmedaille der Mozartgemeinde Wien[4]
- 1976: Medaille für die musikalische Förderung (Medaljen för tonkonstens främjande) durch die Königlich Schwedische Musikakademie
- 1987: Schwedischer Grammophonpreis (fonogramartistpristagare)
- 1989: Österreichischer Berufstitel Kammersänger[3]
- 2008: Ehrenmitglied der Europäischen Kulturwerkstatt e. V. Berlin-Wien (EKW)
- 2010: Ritter der Ehrenlegion[5]